# 할란드 공작부인 릴리안
할란드 공작부인 릴리안(Princess Lilian of Sweden, Duchess of Halland, 1915년 8월 30일 ~ 2013년 3월 10일)은 할란드 공작 베르틸 왕자와의 1976년 결혼을 통해 스웨덴 왕실의 일원이 된 영국의 패션 모델이었다. 그녀는 스웨덴의 칼 16세 구스타프와 덴마크의 마르그레테 2세 여왕의 숙모였다.